# Ituna lamiridia
Ituna lamiridia är en fjärilsart som beskrevs av Felix Bryk 1953. Ituna lamiridia ingår i släktet Ituna och familjen praktfjärilar. Inga underarter finns listade i Catalogue of Life.